# Кроткая (фильм, 1960)
«Кроткая» — советский полнометражный чёрно-белый художественный фильм, поставленный на Киностудии «Ленфильм» в 1960 году режиссёром Александром Борисовым по одноимённому рассказу Ф. М. Достоевского.
Премьера фильма в СССР состоялась 12 октября 1960 года.

## Сюжет
От безденежья девушка-бесприданница выходит замуж за ростовщика. Но впоследствии узнает о прошлом мужа: о том, при каких обстоятельствах он ушёл из полка. Кроткая пытается взбунтоваться против жизни с презираемым ею мужем.

## В ролях
- Ия Саввина — Кроткая
- Андрей Попов — ростовщик
- Вера Кузнецова — Лукерья
- Пантелеймон Крымов — Ефимович

## В эпизодах
- Зинаида Дорогова — эпизод
- Павел Суханов — купец
- Ольга Семёнова — эпизод
- Александра Ёжкина — тётушка

## Съёмочная группа
- Автор сценария: Александр Борисов, Акиба Гольбурт
- Режиссёр-постановщик — Александр Борисов
- Главный оператор — Дмитрий Месхиев
- Художники — Белла Маневич, Георгий Кропачёв
- Режиссёр — Лев Махтин
- Композитор — Люциан Пригожин
- Звукооператор — Семён Шумячер
- Художник по костюмам — М. Рафалович
- Оператор — Владимир Чумак
- Монтажёр — Н. Николаева
- Редактор — Исаак Гликман
- Консультант по быту — А. Войтов
- Директор картины — Я. Родин